# Aleksander Koj

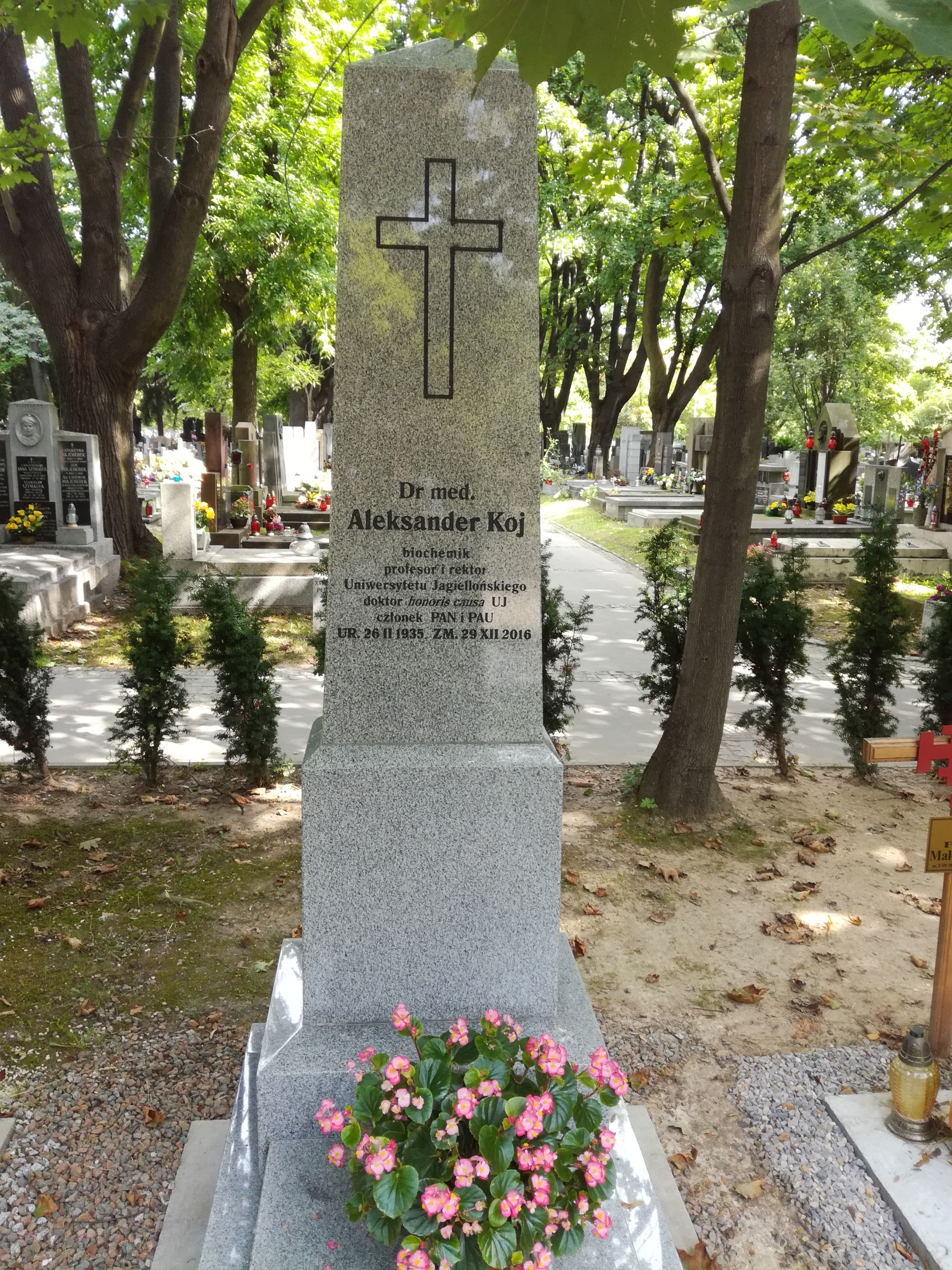
Grób Aleksandra Koja na cmentarzu Rakowickim

Aleksander Koj (ur. 26 lutego 1935 w Ganie, zm. 29 grudnia 2016 w Krakowie) – polski lekarz, naukowiec zajmujący się biochemią i biologią molekularną, profesor nauk przyrodniczych, rektor Uniwersytetu Jagiellońskiego.

## Życiorys
Syn Franciszka i Zofii, urodził się 26 lutego 1935 w Ganie. W latach 1951–1957 studiował medycynę na Wydziale Lekarskim Akademii Medycznej w Krakowie. W 1961 uzyskał na tej samej uczelni stopień doktora nauk medycznych na podstawie pracy dotyczącej biosyntezy glutationu we krwi. W latach 1953–1967 pracował w Katedrze Chemii Fizjologicznej Akademii Medycznej w Krakowie. W 1968 przeszedł na Wydział Biologii i Nauk o Ziemi UJ. Habilitował się w 1969 na Uniwersytecie Jagiellońskim w dziedzinie biochemii na podstawie rozprawy zatytułowanej Wpływ urazu na szybkość syntezy fibrynogenu. W 1976 otrzymał tytuł naukowy profesora nadzwyczajnego. W 1990 mianowano go profesorem zwyczajnym.
Okresowo pracował poza granicami kraju na uniwersytetach w Wielkiej Brytanii, Kanadzie i Stanach Zjednoczonych, m.in. w zakładzie patologii McMaster University w Hamilton (1976–1977, 1983–1984) i zakładzie biochemii Georgia State University (1991–1992). Na Uniwersytecie Jagiellońskim pełnił funkcje dyrektora Instytutu Biologii Molekularnej (1977–1981), kierownika Zakładu Biochemii Zwierząt (1986–1993), a w 1994 objął kierownictwo Pracowni Regulacji Metabolizmu. Od 1984 do 1987 zajmował stanowisko prorektora UJ ds. kadry naukowej i badań. Przez trzy kadencje (w latach 1987–1990, 1993–1996 oraz 1996–1999) sprawował urząd rektora Uniwersytetu Jagiellońskiego. Jako rektor dążył do budowy III kampusu UJ, co uwieńczył położeniem kamienia węgielnego pod jego budowę. W latach 1997–1999 był przewodniczącym Konferencji Rektorów Akademickich Szkół Polskich. W 2005 został profesorem emerytowanym.
W latach 80. uczestniczył w pracach Centrum Obywatelskich Inicjatyw Ustawodawczych Solidarności. Był członkiem krajowym czynnym Polskiej Akademii Umiejętności oraz członkiem rzeczywistym Polskiej Akademii Nauk. W latach 1987–1990 pełnił funkcję wiceprzewodniczącego Komitetu Biochemii i Biofizyki PAN. Zaangażował się również w działalność Wspólnoty Polskiej oraz krajowych i międzynarodowych organizacji naukowych (m.in. jako prezes oddziału Polskiego Towarzystwa Biochemicznego).
Dorobek naukowy Aleksandra Koja objął blisko 200 prac, głównie z dziedziny enzymologii, immunologii, biologii molekularnej i patofizjologii klinicznej. Zajmował się także rolą, jaką pełnią cytokiny w fizjologii i w stanach chorobowych, metabolizmem siarki, szybkością syntezy i katabolizmu białek osocza oraz własnościami proteinaz i ich inhibitorów białkowych.
Wypromował około 60 magistrów i 13 doktorów.
Zmarł 29 grudnia 2016, pochowany został w alei zasłużonych cmentarza Rakowickiego w Krakowie (kwatera LXIX, pas B/1/24).

## Odznaczenia i wyróżnienia
Ordery i odznaczenia
- Krzyż Komandorski Orderu Odrodzenia Polski (2011)[10][11]
- Krzyż Oficerski Orderu Odrodzenia Polski (1999)[12]
- Krzyż Kawalerski Orderu Odrodzenia Polski (1976)[4]

Nagrody i wyróżnienia
- Nagroda Fundacji na rzecz Nauki Polskiej (1996)[2] za prace dotyczące regulacji syntezy białek ostrej fazy
- Nagroda Fundacji Jurzykowskiego (1998)[2]
- Nagroda Miasta Krakowa (2005)[4]
- tytuły doktora honoris causa Cleveland State University (1990), University of Hartford (1995), Uniwersytetu Stanu Nowy Jork w Buffalo (1998), Uniwersytetu Jagiellońskiego (2005)[4]